# جبل المريخ
جبل المريخ، أحد الأحياء الشعبية في منطقة عمان الشرقية، تحديداً قُرب جبل النظيف، يُقال أن سبب التسمية نسبةً إلى بُعده عن مركز عمان، مثل بُعد كوكب المريخ عن كوكب الأرض، يتبع جبل المريخ منطقة راس العين حسب تقسيم أمانة عمان الكبرى، ومن الأحياء القريبة: جبل الزهور، جبل الأشرفية.
من أهمّ الشوارع في الحي: شارع المريخ.